# Hemisferio sur

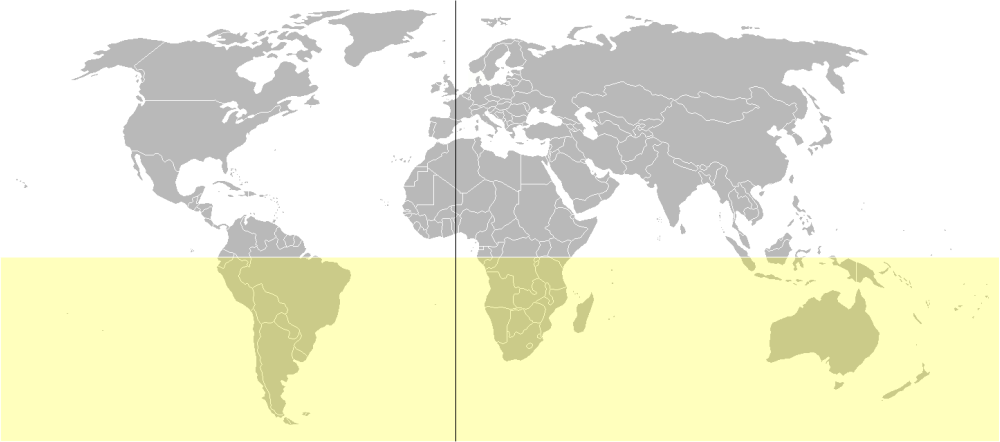
Mapamundi en proyección cilíndrica. Se señala el hemisferio sur en amarillo. No se muestra la Antártida

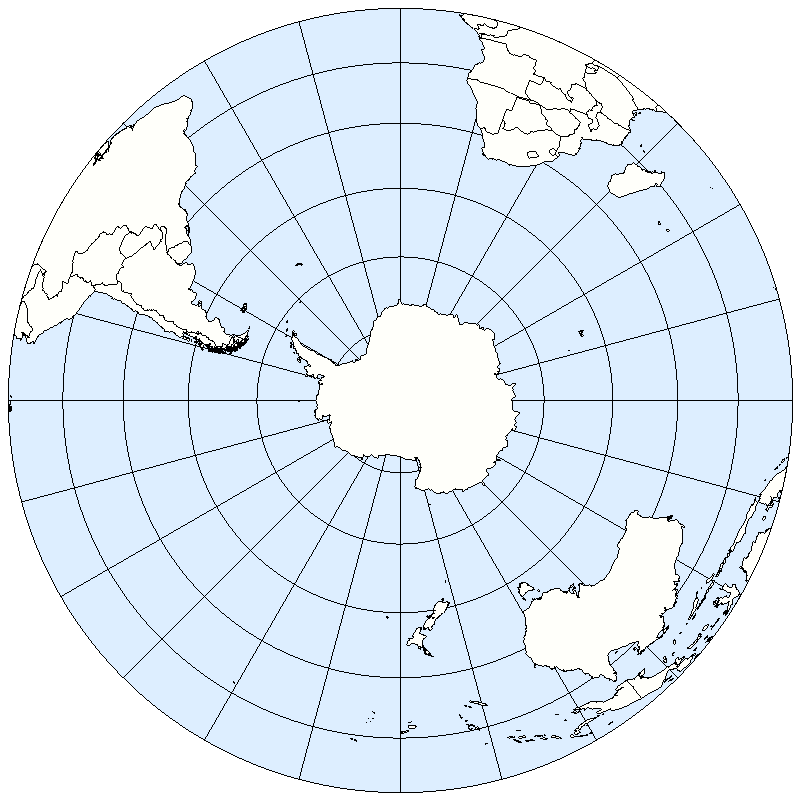
Mapa del hemisferio sur con división política. En proyección acimutal de Lambert. El centro es el polo sur y el círculo exterior, la línea del ecuador

El hemisferio sur, hemisferio austral o hemisferio meridional es una de las divisiones geodésicas clásicas en que se divide el planeta Tierra. Corresponde a la mitad del globo terráqueo ubicada al sur de la línea del ecuador, que lo separa del hemisferio norte. Actualmente, alrededor del 13 % de la población mundial vive en este hemisferio.

## Geografía física
La mayor parte del hemisferio corresponde a océanos, ya que la mayor parte del Pacífico y del Índico, la totalidad del océano Antártico y la mitad del Atlántico se ubican aquí y suman una superficie de 206 millones de km² aproximadamente. Relacionado con este amplio desarrollo oceánico en este hemisferio se ubican algunos extremos mundiales. Solo en este hemisferio se puede dar la vuelta al mundo navegando a lo largo de una misma latitud, en un viaje en dirección este-oeste. El viaje más largo se hace a lo largo de la latitud 56°, pasado por el pasaje de Drake o mar de Hoces que separa América de la península Antártica. Aquí se ubica también el punto del océano más alejado de toda tierra emergida, conocido como punto Nemo, en el océano Pacífico Sur; la isla más remota, Bouvet y la isla habitada más alejada de cualquier otro lugar habitado, Tristán de Acuña, ambas en el Atlántico sur y el aeropuerto más remoto, el Aeropuerto Mataveri en isla de Pascua, en el Pacífico sur.
Las tierras emergidas de este hemisferio son el continente antártico, la mayor parte de Sudamérica, gran parte de Oceanía, la parte austral de África y algunas islas de Asia. Todas suman una superficie de sólo 49 millones de km².
En la historia geológica, hace 200 millones de años, durante el Jurásico, todas las masas continentales del hemisferio (junto otras) estaban unidas en un supercontinente denominado Gondwana, separado del supercontinente septentrional denominado Laurasia. Gondwana se disgrega en los continentes actuales, en el Cretácico. Es en estos periodos en que los mamíferos se diversifican y la existencia de supercontinentes, su posterior ruptura y el aislamiento de las distintas masas continentales forma parte de la explicación de la distribución actual de placentarios, marsupiales y monotremas.
El continente antártico rodeando el polo implica una gran diferencia con el hemisferio norte, donde el polo esta rodeado por océano. Esto explica el hecho de que en este hemisferio se ha registrado la mínima temperatura del planeta: -89,2 °C en el mes de julio de 1983 en la base Vostok.
En este hemisferio, el verano se extiende entre diciembre y marzo, mientras que el invierno lo hace entre junio y septiembre.
Debido al efecto Coriolis los fenómenos meteorológicos que atraen o emiten vientos, tiene un sentido de giro determinado y propio de cada hemisferio e inverso al del otro. En este hemisferio, los anticiclones giran en sentido antihorario, las borrascas y ciclones tropicales giran en sentido de las agujas del reloj.

## Cielo
El Sol, en su movimiento diurno aparente, atraviesa el cielo recorriendo un arco que inicia en el este, se eleva sobre el horizonte y termina el en oeste. En las zonas templadas de este hemisferio, este arco está inclinado hacia el norte, de manera que, al mediodía solar, la sombras apunta hacia el sur. De esta manera, el Sol y las sombras describen movimientos en sentido antihorario. Este es motivo por el que las ventanas de las edificaciones y las laderas de las montañas que dan al norte son relativamente cálidas y luminosas.
Desde este hemisferio, la Luna tiene su polo norte en la parte que, para los observadores, sería inferior y el sur en la superior. Por esto, las posiciones de las zonas oscuras (mares) y claras que se ven en la luna llena son propias del hemisferio desde donde se observa. Consecuentemente las figuras que se imaginan son distintas. Es muy sabido también, que la Luna se ilumina y se encoge de derecha a izquierda, haciendo que el cuarto creciente (o 1er cuarto) tenga la parte derecha iluminada y el cuarto menguante (o 3er cuarto) la parte izquierda del disco iluminado. 

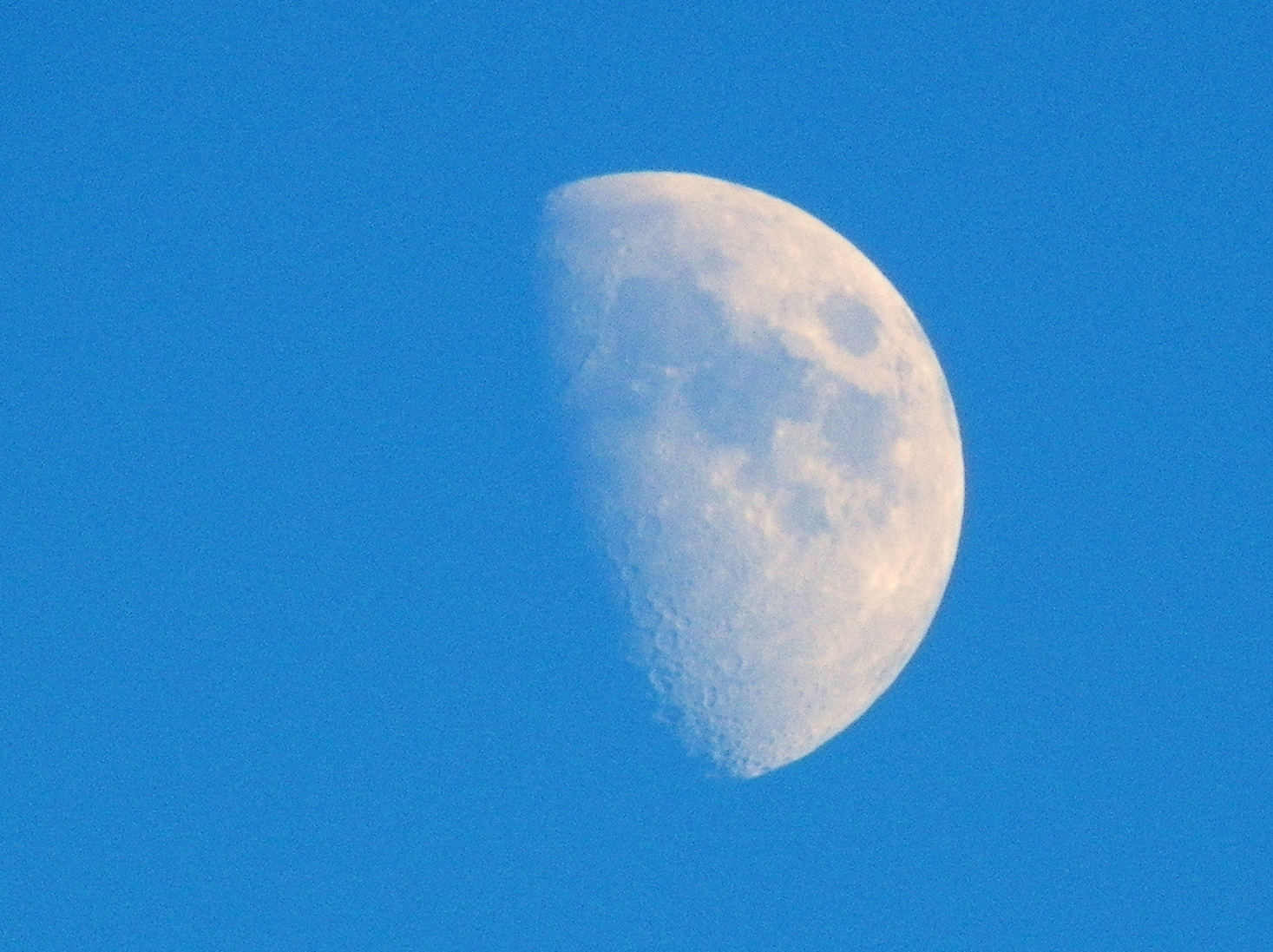
Luna gibosa creciente vista durante el día.

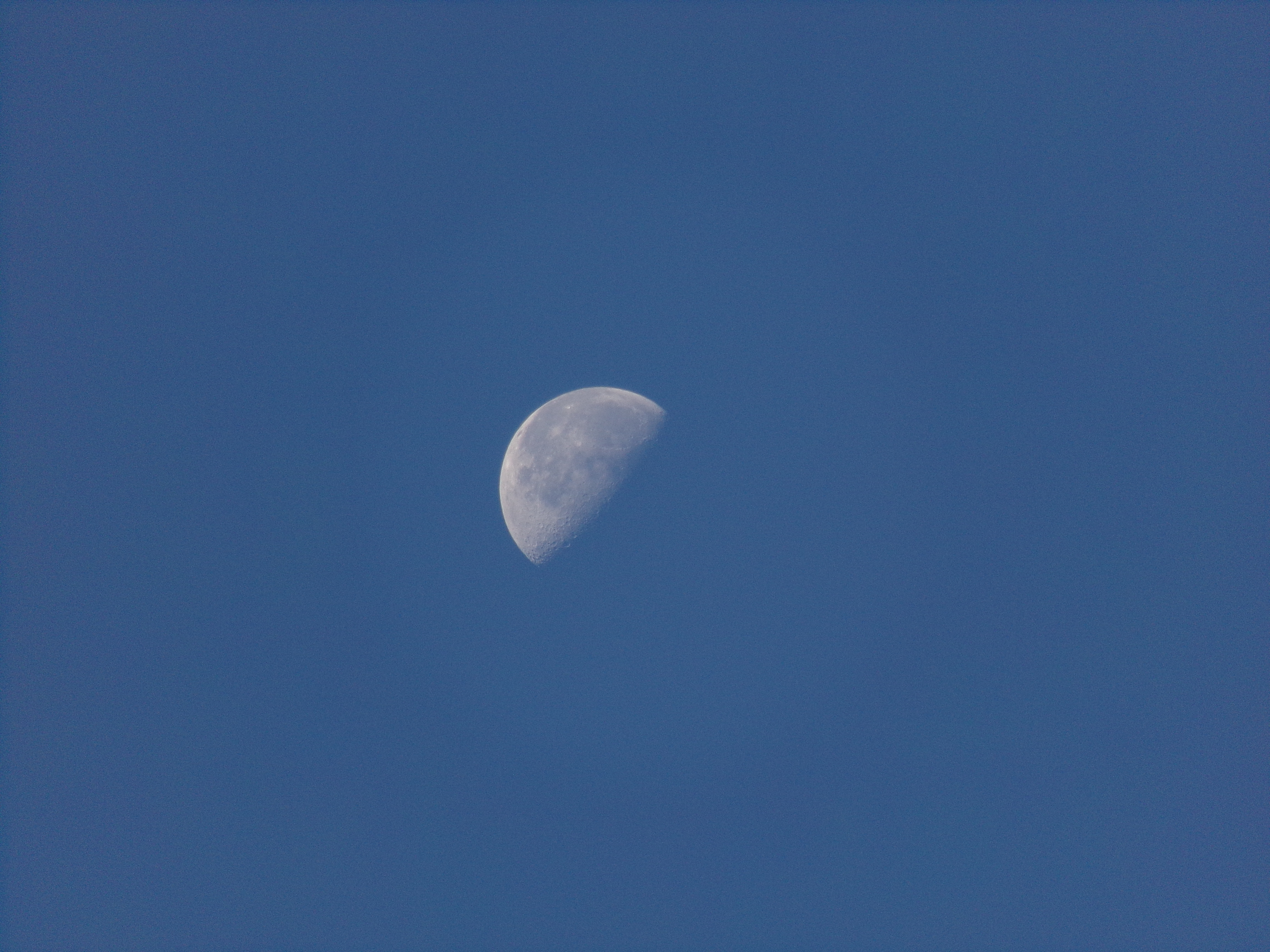
Cuarto Menguante de Luna visto durante la mañana.

Las constelaciones que se ven en el cielo nocturno cambian con la latitud del observador. La constelación más importante del cielo del sur es Crux (la Cruz del Sur) que es visible toda la noche al sur de la latitud 35° S. Fue identificada por varias sociedades del sur y por el astrónomo Petrus Plancius para Europa en 1589. Este astrónomo además, encomendó al navegante neerlandés Pieter Dirkszoon Keyser la identificación del cielo del sur. Este navegante realizó sus observación en un viaje que, entre 1595 y 1597, lo llevó hasta la latitud de Madagascar. Así se identificaron varias constelaciones a las que se asignaron nombres que hacían referencia a animales que los exploradores de la época se habían encontrado (por ejemplo, ave del paraíso, camaleón, tucán, pez volador) Entre 1750 y 1754 el astrónomo francés Nicolas-Louis de Lacaille se dedicó a estudiar las estrellas y constelaciones del hemisferio austral para lo que viajó al cabo de Buena Esperanza, la parte más austral del continente africano. A algunas de estas constelaciones de les asignaron nombres que hacían referencia a objetos propios de la época como el telescopio, el octante, el reloj.
También son características las Nubes de Magallanes, dos galaxias enanas que forman parte del Grupo Local. Deben su nombre a Fernando de Magallanes el primer europeo que las registró en su famoso viaje de circunnavegación que lo llevó por este hemisferio norte.
El cielo nocturno también tiene un giro aparente que se observa con el paso de las horas. Si se observa hacia el polo celeste correspondiente, se verán las estrellas, y el resto de objetos, girar en torno a dicho polo. En el hemisferio sur se observa que las estrellas giran alrededor del polo celeste en sentido horario.

## Prehistoria

### Paleolítico
Las tierras de África al sur del ecuador fueron un escenario importante para la vida y evolución de los homínidos, del género Homo y de nuestra especie. Así lo evidencian sitios arqueológicos como el de Taung en Sudáfrica donde, en 1924 fue encontrado el primer homínido descubierto en África, apoyando así las ideas de Darwin. También destacan los sitios de Laetoli, con sus famosas huellas de hace 3,7 millones de años, y de la garganta de Olduvai que da nombre a la cultura Olduvayense, la primera industria lítica de la historia, ambas ubicadas en Tanzania.
Algunas de las especies de género Homo salieron de África y otras surgieron fuera de ella. En las islas asiáticas del hemisferio sur, destacan los fósiles denominados Hombre de Java y Hombre de Flores nombrados así por las islas de Indonesia donde fueron hallados.
Dado que el resto de las masas continentales del hemisferio (América del Sur, Australia) e incluso grandes islas como Nueva Guinea, Madagascar, o las de Nueva Zelanda están tan alejadas unas de otras, que no fueron habitadas por ninguna de las diversas especies del género Homo que vivieron fuera África hasta la llegada del Homo sapiens.
Nuestra especie nace en África y hace 70 000 años sale de ella, accediendo a las tierras del hemisferio sur a través de las tierras emergidas (pasadas o presentes) del hemisferio norte y, en varios casos, gracias cierta tecnología de navegación. La evidencia de precedencia humana más antigua de Australia data de hace 65 000 años y de Nueva Guinea, 49 000 años. En estas épocas, ambas estuvieron unidas en un continente llamado Sahul. Las teorías sobre la llegada humana a América han cambiado al inicio del siglo XXI gracias a hallazgos en el hemisferios sur, especialmente los de Monte Verde en Chile, que aporta evidencia de presencia humana en el hemisferio sur hace 14 500 años.
Las sociedades humanas cubren todas las grandes masas emergidas (excepto la Antártida y las islas más alejadas) con el sistema de sustento basado en la caza y la recolección, sistema mantenido por muchas sociedades incluso hasta hoy.

### Neolítico
Hace unos 11 000 años, diversas sociedades desarrollan, de manera independiente, la agricultura y a ganadería constituyendo «focos» desde donde el neolítico se expande hacia otras zonas del mundo. Hubo al menos dos de estos «focos» en el hemisferio sur. Entre los 8000 a 6000 a. C. tiene lugar la domesticación del zapallo (Cucurbita sp) y la calabaza (Lagenaria siceraria) en la zona andina, en América del Sur. Posteriormente se cultivan el maíz, la papaya, etc. Hacia 6000 a. C. se consumía el cuy doméstico (Cavia porcellus), y un milenio más tarde aparecieron los camélidos, llama y alpaca ampliamente domesticados. Desde allí la agricultura se habría extendido hacia amplias zonas de Sudamérica aunque hay hipótesis que sostienen un desarrollo independiente en la región del Amazonas. Hace el 9000 años se desarrolla en las tierras altas de Nueva Guinea donde se cultivaron la banana, la caña de azúcar y tubérculos como el taro o maranga y el ñame El Neolítico también se extendió por amplias zonas de África y algunas islas de Oceanía proveniente de focos en el hemisferio norte.

## Geografía humana
El 13 % de la población mundial habita en este hemisferio (especialmente en Brasil y la isla de Java, Indonesia).
Etnográficamente hablando el hemisferio sur es de predominancia del fenotipo racial caucásico debido a las exploraciones y masacre de los colonos europeos fue constante y enorme durante los siglos XVIII, XIX y XX, así como también la baja tasa de mestizaje con los aborígenes y una súbita natalidad caucasoide durante el siglo XIX. Los países que contribuyen a esta característica son Argentina (80 %), Australia (90 %), Brasil (47,7 %), Chile (62 %), Nueva Zelanda (74 %), Sudáfrica (7,4 %) y Uruguay (88 %). El siguiente grupo racial de importancia son los mestizos que son el resultado de la mezcla entre europeos (principalmente españoles, portugueses e italianos) con indígenas, este grupo es relevante en países como Ecuador, Paraguay y Perú. En lo que respecta a población afrodescendiente lo constituyen una gran parte del bloque africano austral aportando principalmente Angola, el Congo, Mozambique, Brasil, Sudáfrica y Namibia; el componente racial indígena se halla presente por toda Sudamérica principalmente en países como Perú (45 %) y Bolivia (55 %) debido principalmente a la baja penetración europea en las zonas altoandinas, así también existen ciertos aborígenes australianos, maoríes en Nueva Zelanda y papúes en Papúa Nueva Guinea. La etnia del tipo oriental es un grupo muy numeroso en Indonesia y Malasia.
El portugués es el idioma más hablado en el hemisferio sur, con Angola, Mozambique, Timor Oriental y, la población más grande: Brasil. Tras este está el español, principalmente en América del Sur, siendo Argentina el país con mayor población hispanohablante estando su territorio enteramente en el hemisferio sur; y en tercer lugar se encuentra el inglés, hablado en el sur de África y en Oceanía, principalmente en Australia, seguido de Nueva Zelanda.
Históricamente, este hemisferio ha sido considerado como un hemisferio menos desarrollado en comparación con su contraparte septentrional. Debido a la baja industrialización y a la relativa poca población existente, los niveles de contaminación son considerablemente más bajos que en el hemisferio norte. En las últimas décadas, la industrialización y desarrollo económico, ha hecho que el hemisferio sur evolucione significativamente.

## Listado de territorios en el hemisferio sur
Antártida
Continente completamente dentro del hemisferio sur, siete países reclaman diversos sectores, reclamaciones en suspenso por el Tratado Antártico.
África
| Totalmente - Angola - Botsuana - Burundi - Comoras - Lesoto - Madagascar - Malaui - Mauricio - Mayotte ( Francia) - Mozambique - Namibia | - Reunión ( Francia) - Ruanda - Seychelles - Sudáfrica - Suazilandia - Tanzania - Zambia - Zimbabue | Mayoritariamente - República Democrática del Congo - Gabón - República del Congo Minoritariamente - Guinea Ecuatorial - Kenia - Somalia - Santo Tomé y Príncipe - Uganda |

América
| Totalmente - Argentina - Bolivia - Paraguay - Uruguay - Chile - Perú | Mayoritariamente - Brasil - Ecuador | Minoritariamente - Colombia |

Asia
| Totalmente - Timor Oriental - Territorio Británico del Océano Índico | Mayoritariamente - Indonesia | Minoritariamente - Maldivas |

Oceanía
| Totalmente - Australia - Isla Jarvis ( Estados Unidos) - Isla de Pascua ( Chile) - Isla Swains ( Estados Unidos recl. por Tokelau) - Islas Cook ( Nueva Zelanda) - Islas Salomón - Fiyi - Nauru - Nueva Caledonia ( Francia) - Nueva Zelanda - Niue ( Nueva Zelanda) | - Papúa Nueva Guinea - Islas Pitcairn ( Reino Unido) - Polinesia Francesa ( Francia) - Samoa - Samoa Americana ( Estados Unidos) - Tokelau - Tonga - Tuvalu - Vanuatu - Wallis y Futuna ( Francia) Mayoritariamente - Kiribati |

Océano Atlántico
- Isla Bouvet (Noruega)
- Islas Malvinas e  Islas Georgias del Sur y Sandwich del Sur (Administradas por el  Reino Unido/Reclamadas por  Argentina)
- Santa Elena, Ascensión y Tristán de Acuña ( Reino Unido)

Océano Índico
- Islas Heard y McDonald ( Australia)
- Tierras Australes y Antárticas Francesas ( Francia)